# Copa Libertadores 2022
La Copa Libertadores 2022, denominada oficialmente Copa Conmebol Libertadores 2022, fue la sexagésima tercera edición del torneo de clubes más importante de América del Sur, organizada por la Conmebol. Participan equipos de diez países sudamericanos: Argentina, Bolivia, Brasil, Chile, Colombia, Ecuador, Paraguay, Perú, Uruguay y Venezuela.
Desde esta edición, Conmebol eliminó la regla del gol de visitante en todas sus competiciones.
El campeón de esta edición fue el Flamengo de Brasil, que derrotó en la final a su compatriota Athletico Paranaense por 1-0, logrando así su tercer título en el certamen. Por ello, disputó la Copa Mundial de Clubes de la FIFA 2022 y la Recopa Sudamericana 2023, contra Independiente del Valle, campeón de la Copa Sudamericana 2022, y además clasificó automáticamente para la Copa Libertadores 2023.

## Formato
La competición contó con tres fases clasificatorias de eliminación directa, en las que participarán diecinueve equipos, de los cuales cuatro lograrán la clasificación para fase de grupos y se sumarán a los veintiocho ya clasificados. De la fase de grupos, accederán los dos primeros de cada zona a las cuatro últimas fases (octavos de final, cuartos de final, semifinales y final), también de eliminación directa, hasta determinar al campeón. Además, 12 equipos serán transferidos a la Copa Sudamericana 2022 (los terceros de la fase de grupos y los 4 perdedores de la fase 3).
|                             |                             | Equipos que entran en esta fase | Equipos que provienen de la fase anterior                                           |
| --------------------------- | --------------------------- | --- | ----------------------------------------------------------------------------------- |
| Fase 1 (6 equipos)          | Fase 1 (6 equipos)          | - 1 equipo de Bolivia, Ecuador, Paraguay, Perú, Uruguay y Venezuela |                                                                                     |
| Fase 2 (16 equipos)         | Fase 2 (16 equipos)         | - 2 equipos de Brasil, Chile y Colombia. - 1 equipo de Argentina, Bolivia, Ecuador, Paraguay, Perú, Uruguay y Venezuela                                                                                     | - 3 ganadores de la fase 1                                                          |
| Fase 3 (8 equipos)          | Fase 3 (8 equipos)          | | - 8 ganadores de la fase 2                                                          |
| Fase de grupos (32 equipos) | Fase de grupos (32 equipos) | - 5 equipos de Brasil y Argentina - 2 equipos de Chile, Colombia, Bolivia, Ecuador, Paraguay, Perú, Uruguay y Venezuela - El campeón de la Copa Libertadores 2021 - El campeón de la Copa Sudamericana 2021 | - 4 ganadores de la fase 3                                                          |
| Fases finales (16 equipos)  | Fases finales (16 equipos)  | | - 8 equipos primeros de la fase de grupos - 8 equipos segundos de la fase de grupos |

### Distribución
| Asociación                           | Cupos | Fase de grupos | Fase 3 | Fase 2 | Fase 1 |
| ------------------------------------ | ----- | -------------- | ------ | ------ | ------ |
| Brasil                               | 7     | 5              |        | 2      |        |
| Argentina                            | 6     | 5              | 1      |        |        |
| Chile                                | 4     | 2              | 2      |        |        |
| Colombia                             | 4     | 2              | 2      |        |        |
| Bolivia                              | 4     | 2              | 1      | 1      |        |
| Ecuador                              | 4     | 2              | 1      | 1      |        |
| Paraguay                             | 4     | 2              | 1      | 1      |        |
| Perú                                 | 4     | 2              | 1      | 1      |        |
| Uruguay                              | 4     | 2              | 1      | 1      |        |
| Venezuela                            | 4     | 2              | 1      | 1      |        |
| Campeón de la Copa Libertadores 2021 | 1     | 1              |        |        |        |
| Campeón de la Copa Sudamericana 2021 | 1     | 1              |        |        |        |
| Fase anterior                        | –     | 4              | 8      | 3      |        |
| Total                                | 47    | 32             | 8      | 16     | 6      |

### Calendario
El calendario del torneo fue publicado por Conmebol el 16 de agosto de 2021.
| Fase           | Ronda            | Fecha de sorteo | Ida                 | Vuelta               |
| -------------- | ---------------- | --------------- | ------------------- | -------------------- |
| Clasificatoria | Fase 1           | 20 de diciembre | 8 al 10 de febrero  | 15 al 17 de febrero  |
| Clasificatoria | Fase 2           | 20 de diciembre | 22 al 24 de febrero | 1 al 3 de marzo      |
| Clasificatoria | Fase 3           | 20 de diciembre | 8 al 10 de marzo    | 15 al 17 de marzo    |
| Grupos         | Fecha 1          | 25 de marzo     | 5 al 7 de abril     | 5 al 7 de abril      |
| Grupos         | Fecha 2          | 25 de marzo     | 12 al 14 de abril   | 12 al 14 de abril    |
| Grupos         | Fecha 3          | 25 de marzo     | 26 al 28 de abril   | 26 al 28 de abril    |
| Grupos         | Fecha 4          | 25 de marzo     | 3 al 5 de mayo      | 3 al 5 de mayo       |
| Grupos         | Fecha 5          | 25 de marzo     | 17 al 19 de mayo    | 17 al 19 de mayo     |
| Grupos         | Fecha 6          | 25 de marzo     | 24 al 26 de mayo    | 24 al 26 de mayo     |
| Eliminatoria   | Octavos de final | 27 de mayo      | 28 al 30 de junio   | 5 al 7 de julio      |
| Eliminatoria   | Cuartos de final | 27 de mayo      | 2 al 4 de agosto    | 9 al 11 de agosto    |
| Eliminatoria   | Semifinales      | 27 de mayo      | 30 al 31 de agosto  | 6 al 7 de septiembre |
| Eliminatoria   | Final            | 27 de mayo      | 29 de octubre       | 29 de octubre        |

## Sede de la final
El 13 de mayo de 2021, el Consejo de la CONMEBOL determinó la sede para la final de la CONMEBOL Libertadores, tras analizar los informes de inspección y la evaluación técnica realizada por la Dirección de Competiciones de Clubes. El Estadio Monumental de Guayaquil, Ecuador fue seleccionado para albergar la final de la competición con fecha estipulada para el 29 de octubre.
La elección de la sede coincide con la conmemoración del bicentenario del encuentro entre los libertadores José de San Martín y Simón Bolívar, celebrado en la misma ciudad en 1822, próceres sudamericanos que dan nombre a la competición.
| Ecuador                      |            |
| Ciudad                       | Estadio    |
| Guayaquil                    | Monumental |
|                              |            |
| 59 283 espectadores          |            |
| Final Copa Libertadores 2022 |            |

## Participantes
| País                                                                               | Equipo | Vía de clasificación |
| ---------------------------------------------------------------------------------- | --- | --- |
| Argentina 6 cupos                                                                  | Colón River Plate Boca Juniors Vélez Sarsfield Talleres (C) Estudiantes (LP)                                         | Campeón de la Copa de la Liga Profesional 2021 Campeón de la Liga Profesional 2021 Campeón de la Copa Argentina 2019-20 1.º ubicado de la tabla general de la temporada 2021 2.º ubicado de la tabla general de la temporada 2021 3.º ubicado de la tabla general de la temporada 2021 |
| Bolivia 4 cupos                                                                    | Independiente Petrolero Always Ready The Strongest Bolívar                                                           | Campeón de la División Profesional de Bolivia 2021 Subcampeón de la División Profesional de Bolivia 2021 3.er puesto de la División Profesional de Bolivia 2021 4.º puesto de la División Profesional de Bolivia 2021 |
| Brasil 7 cupos + campeones vigentes de la Copa Libertadores y la Copa Sudamericana | Palmeiras Athletico Paranaense Atlético Mineiro Flamengo Fortaleza Corinthians Bragantino Fluminense América Mineiro | Campeón de la Copa Libertadores 2021 Campeón de la Copa Sudamericana 2021 Campeón del Campeonato Brasileño Serie A 2021 Subcampeón del Campeonato Brasileño Serie A 2021 4.º puesto del Campeonato Brasileño Serie A 2021 5.º puesto del Campeonato Brasileño Serie A 2021 6.º puesto del Campeonato Brasileño Serie A 2021 7.º puesto del Campeonato Brasileño Serie A 2021 8.º puesto del Campeonato Brasileño Serie A 2021 |
| Chile 4 cupos                                                                      | Universidad Católica Colo-Colo Audax Italiano Everton                                                                | Campeón de la Primera División de Chile 2021 Subcampeón de la Primera División de Chile 2021 3.er puesto de la Primera División de Chile 2021 Subcampeón de la Copa Chile 2021 |
| Colombia 4 cupos                                                                   | Deportes Tolima Deportivo Cali Millonarios Atlético Nacional                                                         | Campeón del Torneo Apertura 2021 Campeón del Torneo Finalización 2021 1.º ubicado de la tabla de reclasificación de la Categoría Primera A 2021 Campeón de la Copa Colombia 2021 |
| Ecuador 4 cupos                                                                    | Independiente del Valle Emelec Universidad Católica Barcelona                                                        | Campeón de la Serie A de Ecuador 2021 Subcampeón de la Serie A de Ecuador 2021 3.er puesto de la tabla acumulada de la Serie A de Ecuador 2021 4.º puesto de la tabla acumulada de la Serie A de Ecuador 2021 |
| Paraguay 4 cupos                                                                   | Cerro Porteño Libertad Guaraní Olimpia                                                                               | Campeón del Torneo Clausura 2021 primer ubicado en la tabla acumulada Campeón del Torneo Apertura 2021 segundo ubicado en la tabla acumulada 3.er puesto de la tabla acumulada de la Primera División de Paraguay 2021 4.º puesto de la tabla acumulada de la Primera División de Paraguay 2021 |
| Perú 4 cupos                                                                       | Alianza Lima Sporting Cristal Universitario Universidad César Vallejo                                                | Campeón de la Liga 1 del Perú 2021 Subcampeón de la Liga 1 del Perú 2021 3.er puesto de la Liga 1 del Perú 2021 4.º puesto de la Liga 1 del Perú 2021 |
| Uruguay 4 cupos                                                                    | Peñarol Nacional Plaza Colonia Montevideo City Torque                                                                | Campeón del Campeonato Uruguayo de Primera División 2021 Subcampeón del Campeonato Uruguayo de Primera División 2021 3.er puesto de la tabla anual del Campeonato Uruguayo de Primera División 2021 4.º puesto de la tabla anual del Campeonato Uruguayo de Primera División 2021 |
| Venezuela 4 cupos                                                                  | Deportivo Táchira Caracas Monagas Deportivo Lara                                                                     | Campeón de la Primera División de Venezuela 2021 Subcampeón de la Primera División de Venezuela 2021 3.er puesto de la Primera División de Venezuela 2021 4.º puesto de la Primera División de Venezuela 2021 |

### Distribución geográfica de los equipos
Distribución geográfica de las sedes de los equipos participantes:

## Sorteo

### Fase preliminar
El sorteo de la fase preliminar se realizó el 20 de diciembre de 2021 a las 12:00 (UTC–3) en la sede de la Conmebol, ubicada en la ciudad de Luque, Paraguay. Ese mismo día, se sortearon los cruces de la primera fase de la Copa Sudamericana 2022.
Los bombos fueron distribuidos de acuerdo con el ranking Conmebol al 16 de diciembre de 2021. No se podían enfrentar equipos de un mismo país, excepto si ese equipo venía de las fases anteriores. Al momento del sorteo no se conocía la identidad del equipo Colombia 3; por tanto fue directamente asignado al último bombo de la fase 2.

#### Fase 1
| Bombo 1                                        | Bombo 2                                                                               |
| ---------------------------------------------- | ------------------------------------------------------------------------------------- |
| - Olimpia (14) - Barcelona (18) - Bolívar (31) | - Deportivo Lara (75) - Montevideo City Torque (99) - Universidad César Vallejo (141) |

#### Fase 2
| Bombo 1 | Bombo 2 |
| --- | --- |
| - Atlético Nacional (9) - Fluminense (30) - Estudiantes (LP) (34) - Guaraní (38) - The Strongest (40) - Universitario (43) - Universidad Católica (120) - Monagas (133) | - Audax Italiano (152) - Everton (165) - Plaza Colonia (205) - América Mineiro (-) - Colombia 3 - Ganador E1 - Ganador E2 - Ganador E3 |

### Fase de grupos
El sorteo de la fase de grupos se realizó el 25 de marzo de 2022 a las 12:00 (UTC–3), junto con el sorteo de la fase de grupos de la Copa Sudamericana 2022.
Los bombos fueron distribuidos según el ranking Conmebol al 16 de diciembre de 2021. Dos equipos de un mismo país no podían compartir el grupo, a excepción de que uno de ellos provenía de la fase preliminar.
| Bombo 1 | Bombo 2 | Bombo 3 | Bombo 4 |
| --- | --- | --- | --- |
| - Palmeiras (2) - River Plate (1) - Boca Juniors (3) - Flamengo (4) - Nacional (6) - Peñarol (7) - Atlético Mineiro (11) - Athletico Paranaense (12) | - Cerro Porteño (15) - Libertad (16) - Independiente del Valle (21) - Universidad Católica (26) - Emelec (28) - Corinthians (29) - Colo-Colo (32) - Vélez Sarsfield (33) | - Sporting Cristal (35) - Deportivo Cali (44) - Bragantino (45) - Deportivo Táchira (46) - Alianza Lima (54) - Deportes Tolima (60) - Colón (64) - Caracas (67) | - Always Ready (86) - Talleres (C) (105) - Independiente Petrolero (178) - Fortaleza (229) - Olimpia (14) - Estudiantes (LP) (34) - The Strongest (40) - América Mineiro (-) |

## Fase clasificatoria

### Cuadros de desarrollo
Nota: En cada cruce, el equipo que ocupa la primera línea es el que definió la serie como local.

#### Llave 1
|  | Fase 1                 | Fase 1                 | Fase 1            | Fase 1            | Fase 1            |   |       | Fase 2                      | Fase 2                      | Fase 2                      | Fase 2                      | Fase 2                      |  |         | Fase 3          | Fase 3          | Fase 3          | Fase 3          | Fase 3          |  |
|  | 9 y 16 de febrero      | 9 y 16 de febrero      | 9 y 16 de febrero | 9 y 16 de febrero | 9 y 16 de febrero |   |       | 22 de febrero al 3 de marzo | 22 de febrero al 3 de marzo | 22 de febrero al 3 de marzo | 22 de febrero al 3 de marzo | 22 de febrero al 3 de marzo |  |         | 9 y 16 de marzo | 9 y 16 de marzo | 9 y 16 de marzo | 9 y 16 de marzo | 9 y 16 de marzo |  |
|  |                        |                        |                   |                   |                   |   |       |                             |                             |                             |                             |                             |  |         |                 |                 |                 |                 |                 |  |
|  |                        |                        |                   |                   |                   |   |       |                             |                             |                             |                             |                             |  |         |                 |                 |                 |                 |                 |  |
|  |                        |                        |                   |                   |                   |   |       |                             |                             |                             |                             |                             |  |         |                 |                 |                 |                 |                 |  |
|  |                        |                        |                   |                   |                   |   |       |                             |                             |                             |                             |                             |  |         |                 |                 |                 |                 |                 |  |
|  |                        |                        |                   |                   |                   |   |       |                             |                             |                             |                             |                             |  |         |                 |                 |                 |                 |                 |  |
|  |                        | Atlético Nacional      | Atlético Nacional | 1                 | 1                 | 2 |       |                             |                             |                             |                             |                             |  |         |                 |                 |                 |                 |                 |  |
|  |                        |                        |                   |                   |                   | 2 |       |                             |                             |                             |                             |                             |  |         |                 |                 |                 |                 |                 |  |
|  |                        |                        | Olimpia           | Olimpia           | 3                 | 1 | 4     |                             |                             |                             |                             |                             |  |         |                 |                 |                 |                 |                 |  |
|  | Olimpia                | Olimpia                | Olimpia           | Olimpia           | 3                 | 1 | 4     | 1                           | 2                           | 3                           |                             |                             |  |         |                 |                 |                 |                 |                 |  |
|  | Olimpia                | Olimpia                |                   |                   |                   |   |       |                             |                             | 3                           |                             |                             |  |         |                 |                 |                 |                 |                 |  |
|  | Universidad C. Vallejo | Universidad C. Vallejo | 0                 | 0                 | 0                 |   |       |                             |                             |                             |                             |                             |  |         |                 |                 |                 |                 |                 |  |
|  | Universidad C. Vallejo | Universidad C. Vallejo | 0                 | 0                 | 0                 |   |       |                             |                             |                             |                             |                             |  | Olimpia | Olimpia         | 1               | 2               | 3 (4)           |                 |  |
|  |                        |                        |                   |                   |                   |   |       |                             |                             |                             |                             |                             |  | Olimpia | Olimpia         | 1               | 2               | 3 (4)           |                 |  |
|  |                        |                        | Fluminense        | Fluminense        | 3                 | 0 | 3 (1) |                             |                             |                             |                             |                             |  |         |                 |                 |                 |                 |                 |  |
|  |                        |                        | Fluminense        | Fluminense        | 3                 | 0 | 3 (1) |                             |                             |                             |                             |                             |  |         |                 |                 |                 |                 |                 |  |
|  |                        |                        |                   |                   |                   |   |       |                             |                             |                             |                             |                             |  |         |                 |                 |                 |                 |                 |  |
|  |                        |                        |                   |                   |                   |   |       |                             |                             |                             |                             |                             |  |         |                 |                 |                 |                 |                 |  |
|  |                        | Fluminense             | Fluminense        | 2                 | 2                 | 4 |       |                             |                             |                             |                             |                             |  |         |                 |                 |                 |                 |                 |  |
|  |                        |                        |                   |                   |                   | 4 |       |                             |                             |                             |                             |                             |  |         |                 |                 |                 |                 |                 |  |
|  |                        |                        | Millonarios       | Millonarios       | 1                 | 0 | 1     |                             |                             |                             |                             |                             |  |         |                 |                 |                 |                 |                 |  |
|  |                        |                        | Millonarios       | Millonarios       | 1                 | 0 | 1     |                             |                             |                             |                             |                             |  |         |                 |                 |                 |                 |                 |  |
|  |                        |                        |                   |                   |                   |   |       |                             |                             |                             |                             |                             |  |         |                 |                 |                 |                 |                 |  |
|  |                        |                        |                   |                   |                   |   |       |                             |                             |                             |                             |                             |  |         |                 |                 |                 |                 |                 |  |
|  |                        |                        |                   |                   |                   |   |       |                             |                             |                             |                             |                             |  |         |                 |                 |                 |                 |                 |  |
|  |                        |                        |                   |                   |                   |   |       |                             |                             |                             |                             |                             |  |         |                 |                 |                 |                 |                 |  |

#### Llave 2
|  | Fase 2                      | Fase 2                      | Fase 2                      | Fase 2                      |   |                  | Fase 3          | Fase 3          | Fase 3          | Fase 3          |  |
|  | 22 de febrero al 2 de marzo | 22 de febrero al 2 de marzo | 22 de febrero al 2 de marzo | 22 de febrero al 2 de marzo |   |                  | 9 y 16 de marzo | 9 y 16 de marzo | 9 y 16 de marzo | 9 y 16 de marzo |  |
|  |                             |                             |                             |                             |   |                  |                 |                 |                 |                 |  |
|  |                             |                             |                             |                             |   |                  |                 |                 |                 |                 |  |
|  | Estudiantes (LP)            | 0                           | 2                           | 2                           |   |                  |                 |                 |                 |                 |  |
|  | Estudiantes (LP)            | 0                           | 2                           | 2                           |   |                  |                 |                 |                 |                 |  |
|  | Audax Italiano              | 1                           | 0                           | 1                           |   |                  |                 |                 |                 |                 |  |
|  | Audax Italiano              | 1                           | 0                           | 1                           |   | Estudiantes (LP) | 1               | 1               | 2               |                 |  |
|  |                             |                             |                             |                             |   | Estudiantes (LP) | 1               | 1               | 2               |                 |  |
|  |                             |                             | Everton                     | 0                           | 0 | 0                |                 |                 |                 |                 |  |
|  | Monagas                     | 0                           | Everton                     | 0                           | 0 | 0                | 1               | 1               |                 |                 |  |
|  | Monagas                     | 0                           |                             |                             |   |                  | 1               | 1               |                 |                 |  |
|  | Everton                     | 3                           | 0                           | 3                           |   |                  |                 |                 |                 |                 |  |
|  | Everton                     | 3                           | 0                           | 3                           |   |                  |                 |                 |                 |                 |  |
|  |                             |                             |                             |                             |   |                  |                 |                 |                 |                 |  |

#### Llave 3
|  | Fase 1            | Fase 1               | Fase 1               | Fase 1               | Fase 1            |   |   | Fase 2                      | Fase 2                      | Fase 2                      | Fase 2                      | Fase 2                      |   |  | Fase 3           | Fase 3           | Fase 3           | Fase 3           | Fase 3           |  |
|  | 9 y 16 de febrero | 9 y 16 de febrero    | 9 y 16 de febrero    | 9 y 16 de febrero    | 9 y 16 de febrero |   |   | 22 de febrero al 2 de marzo | 22 de febrero al 2 de marzo | 22 de febrero al 2 de marzo | 22 de febrero al 2 de marzo | 22 de febrero al 2 de marzo |   |  | 10 y 17 de marzo | 10 y 17 de marzo | 10 y 17 de marzo | 10 y 17 de marzo | 10 y 17 de marzo |  |
|  |                   |                      |                      |                      |                   |   |   |                             |                             |                             |                             |                             |   |  |                  |                  |                  |                  |                  |  |
|  |                   |                      |                      |                      |                   |   |   |                             |                             |                             |                             |                             |   |  |                  |                  |                  |                  |                  |  |
|  |                   |                      |                      |                      |                   |   |   |                             |                             |                             |                             |                             |   |  |                  |                  |                  |                  |                  |  |
|  |                   |                      |                      |                      |                   |   |   |                             |                             |                             |                             |                             |   |  |                  |                  |                  |                  |                  |  |
|  |                   |                      |                      |                      |                   |   |   |                             |                             |                             |                             |                             |   |  |                  |                  |                  |                  |                  |  |
|  |                   | The Strongest        | The Strongest        | 0                    | 3                 | 3 |   |                             |                             |                             |                             |                             |   |  |                  |                  |                  |                  |                  |  |
|  |                   |                      |                      |                      |                   | 3 |   |                             |                             |                             |                             |                             |   |  |                  |                  |                  |                  |                  |  |
|  |                   |                      | Plaza Colonia        | Plaza Colonia        | 2                 | 0 | 2 |                             |                             |                             |                             |                             |   |  |                  |                  |                  |                  |                  |  |
|  |                   |                      | Plaza Colonia        | Plaza Colonia        | 2                 | 0 | 2 |                             |                             |                             |                             |                             |   |  |                  |                  |                  |                  |                  |  |
|  |                   |                      |                      |                      |                   |   |   |                             |                             |                             |                             |                             |   |  |                  |                  |                  |                  |                  |  |
|  |                   |                      |                      |                      |                   |   |   |                             |                             |                             |                             |                             |   |  |                  |                  |                  |                  |                  |  |
|  |                   |                      |                      |                      |                   |   |   |                             | The Strongest               | The Strongest               | 0                           | 2                           | 2 |  |                  |                  |                  |                  |                  |  |
|  |                   |                      |                      |                      |                   |   |   |                             |                             |                             |                             |                             | 2 |  |                  |                  |                  |                  |                  |  |
|  |                   |                      | Universidad Católica | Universidad Católica | 0                 | 1 | 1 |                             |                             |                             |                             |                             |   |  |                  |                  |                  |                  |                  |  |
|  |                   |                      | Universidad Católica | Universidad Católica | 0                 | 1 | 1 |                             |                             |                             |                             |                             |   |  |                  |                  |                  |                  |                  |  |
|  |                   |                      |                      |                      |                   |   |   |                             |                             |                             |                             |                             |   |  |                  |                  |                  |                  |                  |  |
|  |                   |                      |                      |                      |                   |   |   |                             |                             |                             |                             |                             |   |  |                  |                  |                  |                  |                  |  |
|  |                   | Universidad Católica | Universidad Católica | 1                    | 2                 | 3 |   |                             |                             |                             |                             |                             |   |  |                  |                  |                  |                  |                  |  |
|  |                   |                      |                      |                      |                   | 3 |   |                             |                             |                             |                             |                             |   |  |                  |                  |                  |                  |                  |  |
|  |                   |                      | Bolívar              | Bolívar              | 1                 | 0 | 1 |                             |                             |                             |                             |                             |   |  |                  |                  |                  |                  |                  |  |
|  | Bolívar           | Bolívar              | Bolívar              | Bolívar              | 1                 | 0 | 1 | 3                           | 4                           | 7                           |                             |                             |   |  |                  |                  |                  |                  |                  |  |
|  | Bolívar           | Bolívar              |                      |                      |                   |   |   |                             |                             | 7                           |                             |                             |   |  |                  |                  |                  |                  |                  |  |
|  | Deportivo Lara    | Deportivo Lara       | 2                    | 0                    | 2                 |   |   |                             |                             |                             |                             |                             |   |  |                  |                  |                  |                  |                  |  |
|  | Deportivo Lara    | Deportivo Lara       | 2                    | 0                    | 2                 |   |   |                             |                             |                             |                             |                             |   |  |                  |                  |                  |                  |                  |  |
|  |                   |                      |                      |                      |                   |   |   |                             |                             |                             |                             |                             |   |  |                  |                  |                  |                  |                  |  |

#### Llave 4
|  | Fase 1                 | Fase 1                 | Fase 1            | Fase 1            | Fase 1            |       |       | Fase 2                     | Fase 2                     | Fase 2                     | Fase 2                     | Fase 2                     |  |           | Fase 3          | Fase 3          | Fase 3          | Fase 3          | Fase 3          |  |
|  | 8 y 15 de febrero      | 8 y 15 de febrero      | 8 y 15 de febrero | 8 y 15 de febrero | 8 y 15 de febrero |       |       | 23 de febrero y 2 de marzo | 23 de febrero y 2 de marzo | 23 de febrero y 2 de marzo | 23 de febrero y 2 de marzo | 23 de febrero y 2 de marzo |  |           | 8 y 15 de marzo | 8 y 15 de marzo | 8 y 15 de marzo | 8 y 15 de marzo | 8 y 15 de marzo |  |
|  |                        |                        |                   |                   |                   |       |       |                            |                            |                            |                            |                            |  |           |                 |                 |                 |                 |                 |  |
|  |                        |                        |                   |                   |                   |       |       |                            |                            |                            |                            |                            |  |           |                 |                 |                 |                 |                 |  |
|  |                        |                        |                   |                   |                   |       |       |                            |                            |                            |                            |                            |  |           |                 |                 |                 |                 |                 |  |
|  |                        |                        |                   |                   |                   |       |       |                            |                            |                            |                            |                            |  |           |                 |                 |                 |                 |                 |  |
|  |                        |                        |                   |                   |                   |       |       |                            |                            |                            |                            |                            |  |           |                 |                 |                 |                 |                 |  |
|  |                        | Universitario          | Universitario     | 0                 | 0                 | 0     |       |                            |                            |                            |                            |                            |  |           |                 |                 |                 |                 |                 |  |
|  |                        |                        |                   |                   |                   | 0     |       |                            |                            |                            |                            |                            |  |           |                 |                 |                 |                 |                 |  |
|  |                        |                        | Barcelona         | Barcelona         | 2                 | 1     | 3     |                            |                            |                            |                            |                            |  |           |                 |                 |                 |                 |                 |  |
|  | Barcelona              | Barcelona              | Barcelona         | Barcelona         | 2                 | 1     | 3     | 1                          | 0                          | 1 (8)                      |                            |                            |  |           |                 |                 |                 |                 |                 |  |
|  | Barcelona              | Barcelona              |                   |                   |                   |       |       |                            |                            | 1 (8)                      |                            |                            |  |           |                 |                 |                 |                 |                 |  |
|  | Montevideo City Torque | Montevideo City Torque | 1                 | 0                 | 1 (7)             |       |       |                            |                            |                            |                            |                            |  |           |                 |                 |                 |                 |                 |  |
|  | Montevideo City Torque | Montevideo City Torque | 1                 | 0                 | 1 (7)             |       |       |                            |                            |                            |                            |                            |  | Barcelona | Barcelona       | 0               | 0               | 0 (4)           |                 |  |
|  |                        |                        |                   |                   |                   |       |       |                            |                            |                            |                            |                            |  | Barcelona | Barcelona       | 0               | 0               | 0 (4)           |                 |  |
|  |                        |                        | América Mineiro   | América Mineiro   | 0                 | 0     | 0 (5) |                            |                            |                            |                            |                            |  |           |                 |                 |                 |                 |                 |  |
|  |                        |                        | América Mineiro   | América Mineiro   | 0                 | 0     | 0 (5) |                            |                            |                            |                            |                            |  |           |                 |                 |                 |                 |                 |  |
|  |                        |                        |                   |                   |                   |       |       |                            |                            |                            |                            |                            |  |           |                 |                 |                 |                 |                 |  |
|  |                        |                        |                   |                   |                   |       |       |                            |                            |                            |                            |                            |  |           |                 |                 |                 |                 |                 |  |
|  |                        | Guaraní                | Guaraní           | 1                 | 2                 | 3 (4) |       |                            |                            |                            |                            |                            |  |           |                 |                 |                 |                 |                 |  |
|  |                        |                        |                   |                   |                   | 3 (4) |       |                            |                            |                            |                            |                            |  |           |                 |                 |                 |                 |                 |  |
|  |                        |                        | América Mineiro   | América Mineiro   | 0                 | 3     | 3 (5) |                            |                            |                            |                            |                            |  |           |                 |                 |                 |                 |                 |  |
|  |                        |                        | América Mineiro   | América Mineiro   | 0                 | 3     | 3 (5) |                            |                            |                            |                            |                            |  |           |                 |                 |                 |                 |                 |  |
|  |                        |                        |                   |                   |                   |       |       |                            |                            |                            |                            |                            |  |           |                 |                 |                 |                 |                 |  |
|  |                        |                        |                   |                   |                   |       |       |                            |                            |                            |                            |                            |  |           |                 |                 |                 |                 |                 |  |
|  |                        |                        |                   |                   |                   |       |       |                            |                            |                            |                            |                            |  |           |                 |                 |                 |                 |                 |  |
|  |                        |                        |                   |                   |                   |       |       |                            |                            |                            |                            |                            |  |           |                 |                 |                 |                 |                 |  |

### Fase 1
| Fechas            | Local en la ida           | Global       | Local en la vuelta | Ida | Vuelta | Llave |
| ----------------- | ------------------------- | ------------ | ------------------ | --- | ------ | ----- |
| 8 y 15 de febrero | Montevideo City Torque    | 1:1 (7:8 p.) | Barcelona          | 1:1 | 0:0    | E1    |
| 9 y 16 de febrero | Deportivo Lara            | 2:7          | Bolívar            | 2:3 | 0:4    | E2    |
| 9 y 16 de febrero | Universidad César Vallejo | 0:3          | Olimpia            | 0:1 | 0:2    | E3    |

### Fase 2
| Fechas                     | Local en la ida | Global       | Local en la vuelta   | Ida | Vuelta | Llave |
| -------------------------- | --------------- | ------------ | -------------------- | --- | ------ | ----- |
| 22 de febrero y 1 de marzo | Millonarios     | 1:4          | Fluminense           | 1:2 | 0:2    | C1    |
| 23 de febrero y 2 de marzo | Audax Italiano  | 1:2          | Estudiantes (LP)     | 1:0 | 0:2    | C2    |
| 23 de febrero y 2 de marzo | Bolívar         | 1:3          | Universidad Católica | 1:1 | 0:2    | C3    |
| 23 de febrero y 2 de marzo | América Mineiro | 3:3 (5:4 p.) | Guaraní              | 0:1 | 3:2    | C4    |
| 23 de febrero y 2 de marzo | Barcelona       | 3:0          | Universitario        | 2:0 | 1:0    | C5    |
| 22 de febrero y 1 de marzo | Plaza Colonia   | 2:3          | The Strongest        | 2:0 | 0:3    | C6    |
| 22 de febrero y 1 de marzo | Everton         | 3:1          | Monagas              | 3:0 | 0:1    | C7    |
| 24 de febrero y 3 de marzo | Olimpia         | 4:2          | Atlético Nacional    | 3:1 | 1:1    | C8    |

### Fase 3
| Fechas           | Local en la ida      | Global       | Local en la vuelta | Ida | Vuelta | Llave |
| ---------------- | -------------------- | ------------ | ------------------ | --- | ------ | ----- |
| 9 y 16 de marzo  | Fluminense           | 3:3 (1:4 p.) | Olimpia            | 3:1 | 0:2    | G1    |
| 9 y 16 de marzo  | Everton              | 0:2          | Estudiantes (LP)   | 0:1 | 0:1    | G2    |
| 10 y 17 de marzo | Universidad Católica | 1:2          | The Strongest      | 0:0 | 1:2    | G3    |
| 8 y 15 de marzo  | América Mineiro      | 0:0 (5:4 p.) | Barcelona          | 0:0 | 0:0    | G4    |

Nota: Los cuatro perdedores de esta fase fueron transferidos a la fase de grupos de la Copa Sudamericana 2022.

## Fase de grupos
Los participantes se distribuyeron en ocho grupos de cuatro equipos cada uno. Los dos primeros de cada uno de ellos pasaron a los octavos de final y los terceros fueron transferidos a los octavos de final de la Copa Sudamericana 2022.
Criterios de desempate:
1. Puntos obtenidos (3 puntos para el equipo vencedor, 1 punto para cada equipo en caso empate, 0 puntos para el equipo perdedor).
2. Diferencia de goles.
3. Mayor cantidad de goles marcados.
4. Mayor cantidad de goles marcados como visitante.
5. Ubicación en el Ranking Conmebol del 16 de diciembre de 2021.

|  | Equipos clasificados para los octavos de final.                           |
|  | Equipos transferidos a los octavos de final de la Copa Sudamericana 2022. |

### Grupo A
| Equipo                  | Pts. | PJ | PG | PE | PP | GF | GC | DG  |
| ----------------------- | ---- | -- | -- | -- | -- | -- | -- | --- |
| Palmeiras               | 18   | 6  | 6  | 0  | 0  | 25 | 3  | 22  |
| Emelec                  | 8    | 6  | 2  | 2  | 2  | 14 | 7  | 7   |
| Deportivo Táchira       | 7    | 6  | 2  | 1  | 3  | 8  | 14 | –6  |
| Independiente Petrolero | 1    | 6  | 0  | 1  | 5  | 3  | 26 | –23 |

| \| Fecha \| Lugar \| Local \| Resultado \| Visitante \| \| ----------- \| ------------- \| ----------------------- \| --------- \| ----------------------- \| \| 6 de abril \| San Cristóbal \| Deportivo Táchira \| 0:4 \| Palmeiras \| \| 6 de abril \| Sucre \| Independiente Petrolero \| 1:1 \| Emelec \| \| 12 de abril \| São Paulo \| Palmeiras \| 8:1 \| Independiente Petrolero \| \| 14 de abril \| Guayaquil \| Emelec \| 1:1 \| Deportivo Táchira \| \| 26 de abril \| Sucre \| Independiente Petrolero \| 1:2 \| Deportivo Táchira \| \| 27 de abril \| Guayaquil \| Emelec \| 1:3 \| Palmeiras \| \| 3 de mayo \| San Cristóbal \| Deportivo Táchira \| 1:4 \| Emelec \| \| 3 de mayo \| Sucre \| Independiente Petrolero \| 0:5 \| Palmeiras \| \| 18 de mayo \| São Paulo \| Palmeiras \| 1:0 \| Emelec \| \| 18 de mayo \| San Cristóbal \| Deportivo Táchira \| 3:0 \| Independiente Petrolero \| \| 24 de mayo \| São Paulo \| Palmeiras \| 4:1 \| Deportivo Táchira \| \| 24 de mayo \| Guayaquil \| Emelec \| 7:0 \| Independiente Petrolero \| |               |                         |           |                         |
| Fecha | Lugar         | Local                   | Resultado | Visitante               |
| 6 de abril | San Cristóbal | Deportivo Táchira       | 0:4       | Palmeiras               |
| 6 de abril | Sucre         | Independiente Petrolero | 1:1       | Emelec                  |
| 12 de abril | São Paulo     | Palmeiras               | 8:1       | Independiente Petrolero |
| 14 de abril | Guayaquil     | Emelec                  | 1:1       | Deportivo Táchira       |
| 26 de abril | Sucre         | Independiente Petrolero | 1:2       | Deportivo Táchira       |
| 27 de abril | Guayaquil     | Emelec                  | 1:3       | Palmeiras               |
| 3 de mayo | San Cristóbal | Deportivo Táchira       | 1:4       | Emelec                  |
| 3 de mayo | Sucre         | Independiente Petrolero | 0:5       | Palmeiras               |
| 18 de mayo | São Paulo     | Palmeiras               | 1:0       | Emelec                  |
| 18 de mayo | San Cristóbal | Deportivo Táchira       | 3:0       | Independiente Petrolero |
| 24 de mayo | São Paulo     | Palmeiras               | 4:1       | Deportivo Táchira       |
| 24 de mayo | Guayaquil     | Emelec                  | 7:0       | Independiente Petrolero |

### Grupo B
| Equipo               | Pts. | PJ | PG | PE | PP | GF | GC | DG |
| -------------------- | ---- | -- | -- | -- | -- | -- | -- | -- |
| Libertad             | 10   | 6  | 3  | 1  | 2  | 8  | 6  | 2  |
| Athletico Paranaense | 10   | 6  | 3  | 1  | 2  | 8  | 7  | 1  |
| The Strongest        | 6    | 6  | 1  | 3  | 2  | 8  | 7  | 1  |
| Caracas              | 6    | 6  | 1  | 3  | 2  | 4  | 8  | –4 |

| \| Fecha \| Lugar \| Local \| Resultado \| Visitante \| \| ----------- \| -------- \| -------------------- \| --------- \| -------------------- \| \| 5 de abril \| Caracas \| Caracas \| 0:0 \| Athletico Paranaense \| \| 7 de abril \| La Paz \| The Strongest \| 1:1 \| Libertad \| \| 13 de abril \| Asunción \| Libertad \| 2:1 \| Caracas \| \| 14 de abril \| Curitiba \| Athletico Paranaense \| 1:0 \| The Strongest \| \| 26 de abril \| Asunción \| Libertad \| 1:0 \| Athletico Paranaense \| \| 27 de abril \| La Paz \| The Strongest \| 1:1 \| Caracas \| \| 3 de mayo \| Caracas \| Caracas \| 1:0 \| Libertad \| \| 3 de mayo \| La Paz \| The Strongest \| 5:0 \| Athletico Paranaense \| \| 17 de mayo \| Caracas \| Caracas \| 0:0 \| The Strongest \| \| 18 de mayo \| Curitiba \| Athletico Paranaense \| 2:0 \| Libertad \| \| 26 de mayo \| Curitiba \| Athletico Paranaense \| 5:1 \| Caracas \| \| 26 de mayo \| Asunción \| Libertad \| 4:1 \| The Strongest \| |          |                      |           |                      |
| Fecha | Lugar    | Local                | Resultado | Visitante            |
| 5 de abril | Caracas  | Caracas              | 0:0       | Athletico Paranaense |
| 7 de abril | La Paz   | The Strongest        | 1:1       | Libertad             |
| 13 de abril | Asunción | Libertad             | 2:1       | Caracas              |
| 14 de abril | Curitiba | Athletico Paranaense | 1:0       | The Strongest        |
| 26 de abril | Asunción | Libertad             | 1:0       | Athletico Paranaense |
| 27 de abril | La Paz   | The Strongest        | 1:1       | Caracas              |
| 3 de mayo | Caracas  | Caracas              | 1:0       | Libertad             |
| 3 de mayo | La Paz   | The Strongest        | 5:0       | Athletico Paranaense |
| 17 de mayo | Caracas  | Caracas              | 0:0       | The Strongest        |
| 18 de mayo | Curitiba | Athletico Paranaense | 2:0       | Libertad             |
| 26 de mayo | Curitiba | Athletico Paranaense | 5:1       | Caracas              |
| 26 de mayo | Asunción | Libertad             | 4:1       | The Strongest        |

### Grupo C
| Equipo           | Pts. | PJ | PG | PE | PP | GF | GC | DG |
| ---------------- | ---- | -- | -- | -- | -- | -- | -- | -- |
| Estudiantes (LP) | 13   | 6  | 4  | 1  | 1  | 8  | 5  | 3  |
| Vélez Sarsfield  | 8    | 6  | 2  | 2  | 2  | 12 | 11 | 1  |
| Nacional         | 7    | 6  | 2  | 1  | 3  | 7  | 7  | 0  |
| Bragantino       | 5    | 6  | 1  | 2  | 3  | 5  | 9  | –4 |

| \| Fecha \| Lugar \| Local \| Resultado \| Visitante \| \| ----------- \| ----------------- \| ---------------- \| --------- \| ---------------- \| \| 6 de abril \| Bragança Paulista \| Bragantino \| 2:0 \| Nacional \| \| 7 de abril \| La Plata \| Estudiantes (LP) \| 4:1 \| Vélez Sarsfield \| \| 13 de abril \| Montevideo \| Nacional \| 0:0 \| Estudiantes (LP) \| \| 14 de abril \| Buenos Aires \| Vélez Sarsfield \| 2:2 \| Bragantino \| \| 26 de abril \| Buenos Aires \| Vélez Sarsfield \| 1:2 \| Nacional \| \| 26 de abril \| La Plata \| Estudiantes (LP) \| 2:0 \| Bragantino \| \| 3 de mayo \| La Plata \| Estudiantes (LP) \| 1:0 \| Nacional \| \| 5 de mayo \| Bragança Paulista \| Bragantino \| 1:1 \| Vélez Sarsfield \| \| 17 de mayo \| Bragança Paulista \| Bragantino \| 0:1 \| Estudiantes (LP) \| \| 18 de mayo \| Montevideo \| Nacional \| 2:3 \| Vélez Sarsfield \| \| 24 de mayo \| Montevideo \| Nacional \| 3:0 \| Bragantino \| \| 24 de mayo \| Buenos Aires \| Vélez Sarsfield \| 4:0 \| Estudiantes (LP) \| |                   |                  |           |                  |
| Fecha | Lugar             | Local            | Resultado | Visitante        |
| 6 de abril | Bragança Paulista | Bragantino       | 2:0       | Nacional         |
| 7 de abril | La Plata          | Estudiantes (LP) | 4:1       | Vélez Sarsfield  |
| 13 de abril | Montevideo        | Nacional         | 0:0       | Estudiantes (LP) |
| 14 de abril | Buenos Aires      | Vélez Sarsfield  | 2:2       | Bragantino       |
| 26 de abril | Buenos Aires      | Vélez Sarsfield  | 1:2       | Nacional         |
| 26 de abril | La Plata          | Estudiantes (LP) | 2:0       | Bragantino       |
| 3 de mayo | La Plata          | Estudiantes (LP) | 1:0       | Nacional         |
| 5 de mayo | Bragança Paulista | Bragantino       | 1:1       | Vélez Sarsfield  |
| 17 de mayo | Bragança Paulista | Bragantino       | 0:1       | Estudiantes (LP) |
| 18 de mayo | Montevideo        | Nacional         | 2:3       | Vélez Sarsfield  |
| 24 de mayo | Montevideo        | Nacional         | 3:0       | Bragantino       |
| 24 de mayo | Buenos Aires      | Vélez Sarsfield  | 4:0       | Estudiantes (LP) |

### Grupo D
| Equipo                  | Pts. | PJ | PG | PE | PP | GF | GC | DG |
| ----------------------- | ---- | -- | -- | -- | -- | -- | -- | -- |
| Atlético Mineiro        | 11   | 6  | 3  | 2  | 1  | 10 | 6  | 4  |
| Deportes Tolima         | 11   | 6  | 3  | 2  | 1  | 10 | 9  | 1  |
| Independiente del Valle | 8    | 6  | 2  | 2  | 2  | 9  | 7  | 2  |
| América Mineiro         | 2    | 6  | 0  | 2  | 4  | 6  | 13 | –7 |

| \| Fecha \| Lugar \| Local \| Resultado \| Visitante \| \| ----------- \| -------------- \| ----------------------- \| --------- \| ----------------------- \| \| 6 de abril \| Belo Horizonte \| América Mineiro \| 0:2 \| Independiente del Valle \| \| 6 de abril \| Ibagué \| Deportes Tolima \| 0:2 \| Atlético Mineiro \| \| 13 de abril \| Belo Horizonte \| Atlético Mineiro \| 1:1 \| América Mineiro \| \| 13 de abril \| Quito \| Independiente del Valle \| 2:2 \| Deportes Tolima \| \| 26 de abril \| Quito \| Independiente del Valle \| 1:1 \| Atlético Mineiro \| \| 27 de abril \| Belo Horizonte \| América Mineiro \| 2:3 \| Deportes Tolima \| \| 3 de mayo \| Belo Horizonte \| América Mineiro \| 1:2 \| Atlético Mineiro \| \| 4 de mayo \| Ibagué \| Deportes Tolima \| 1:0 \| Independiente del Valle \| \| 18 de mayo \| Ibagué \| Deportes Tolima \| 2:2 \| América Mineiro \| \| 19 de mayo \| Belo Horizonte \| Atlético Mineiro \| 3:1 \| Independiente del Valle \| \| 25 de mayo \| Belo Horizonte \| Atlético Mineiro \| 1:2 \| Deportes Tolima \| \| 25 de mayo \| Quito \| Independiente del Valle \| 3:0 \| América Mineiro \| |                |                         |           |                         |
| Fecha | Lugar          | Local                   | Resultado | Visitante               |
| 6 de abril | Belo Horizonte | América Mineiro         | 0:2       | Independiente del Valle |
| 6 de abril | Ibagué         | Deportes Tolima         | 0:2       | Atlético Mineiro        |
| 13 de abril | Belo Horizonte | Atlético Mineiro        | 1:1       | América Mineiro         |
| 13 de abril | Quito          | Independiente del Valle | 2:2       | Deportes Tolima         |
| 26 de abril | Quito          | Independiente del Valle | 1:1       | Atlético Mineiro        |
| 27 de abril | Belo Horizonte | América Mineiro         | 2:3       | Deportes Tolima         |
| 3 de mayo | Belo Horizonte | América Mineiro         | 1:2       | Atlético Mineiro        |
| 4 de mayo | Ibagué         | Deportes Tolima         | 1:0       | Independiente del Valle |
| 18 de mayo | Ibagué         | Deportes Tolima         | 2:2       | América Mineiro         |
| 19 de mayo | Belo Horizonte | Atlético Mineiro        | 3:1       | Independiente del Valle |
| 25 de mayo | Belo Horizonte | Atlético Mineiro        | 1:2       | Deportes Tolima         |
| 25 de mayo | Quito          | Independiente del Valle | 3:0       | América Mineiro         |

### Grupo E
| Equipo         | Pts. | PJ | PG | PE | PP | GF | GC | DG |
| -------------- | ---- | -- | -- | -- | -- | -- | -- | -- |
| Boca Juniors   | 10   | 6  | 3  | 1  | 2  | 5  | 5  | 0  |
| Corinthians    | 9    | 6  | 2  | 3  | 1  | 5  | 4  | 1  |
| Deportivo Cali | 8    | 6  | 2  | 2  | 2  | 7  | 4  | 3  |
| Always Ready   | 5    | 6  | 1  | 2  | 3  | 5  | 9  | –4 |

| \| Fecha \| Lugar \| Local \| Resultado \| Visitante \| \| ----------- \| ------------ \| -------------- \| --------- \| -------------- \| \| 5 de abril \| La Paz \| Always Ready \| 2:0 \| Corinthians \| \| 5 de abril \| Palmira \| Deportivo Cali \| 2:0 \| Boca Juniors \| \| 12 de abril \| Buenos Aires \| Boca Juniors \| 2:0 \| Always Ready \| \| 13 de abril \| São Paulo \| Corinthians \| 1:0 \| Deportivo Cali \| \| 26 de abril \| São Paulo \| Corinthians \| 2:0 \| Boca Juniors \| \| 28 de abril \| La Paz \| Always Ready \| 2:2 \| Deportivo Cali \| \| 4 de mayo \| Palmira \| Deportivo Cali \| 0:0 \| Corinthians \| \| 4 de mayo \| La Paz \| Always Ready \| 0:1 \| Boca Juniors \| \| 17 de mayo \| Buenos Aires \| Boca Juniors \| 1:1 \| Corinthians \| \| 19 de mayo \| Palmira \| Deportivo Cali \| 3:0 \| Always Ready \| \| 26 de mayo \| Buenos Aires \| Boca Juniors \| 1:0 \| Deportivo Cali \| \| 26 de mayo \| São Paulo \| Corinthians \| 1:1 \| Always Ready \| |              |                |           |                |
| Fecha | Lugar        | Local          | Resultado | Visitante      |
| 5 de abril | La Paz       | Always Ready   | 2:0       | Corinthians    |
| 5 de abril | Palmira      | Deportivo Cali | 2:0       | Boca Juniors   |
| 12 de abril | Buenos Aires | Boca Juniors   | 2:0       | Always Ready   |
| 13 de abril | São Paulo    | Corinthians    | 1:0       | Deportivo Cali |
| 26 de abril | São Paulo    | Corinthians    | 2:0       | Boca Juniors   |
| 28 de abril | La Paz       | Always Ready   | 2:2       | Deportivo Cali |
| 4 de mayo | Palmira      | Deportivo Cali | 0:0       | Corinthians    |
| 4 de mayo | La Paz       | Always Ready   | 0:1       | Boca Juniors   |
| 17 de mayo | Buenos Aires | Boca Juniors   | 1:1       | Corinthians    |
| 19 de mayo | Palmira      | Deportivo Cali | 3:0       | Always Ready   |
| 26 de mayo | Buenos Aires | Boca Juniors   | 1:0       | Deportivo Cali |
| 26 de mayo | São Paulo    | Corinthians    | 1:1       | Always Ready   |

### Grupo F
| Equipo       | Pts. | PJ | PG | PE | PP | GF | GC | DG  |
| ------------ | ---- | -- | -- | -- | -- | -- | -- | --- |
| River Plate  | 16   | 6  | 5  | 1  | 0  | 18 | 3  | 15  |
| Fortaleza    | 10   | 6  | 3  | 1  | 2  | 10 | 9  | 1   |
| Colo-Colo    | 7    | 6  | 2  | 1  | 3  | 9  | 13 | –4  |
| Alianza Lima | 1    | 6  | 0  | 1  | 5  | 4  | 16 | –12 |

| \| Fecha \| Lugar \| Local \| Resultado \| Visitante \| \| ----------- \| ------------ \| ------------ \| --------- \| ------------ \| \| 6 de abril \| Lima \| Alianza Lima \| 0:1 \| River Plate \| \| 7 de abril \| Fortaleza \| Fortaleza \| 1:2 \| Colo-Colo \| \| 13 de abril \| Santiago \| Colo-Colo \| 2:1 \| Alianza Lima \| \| 13 de abril \| Buenos Aires \| River Plate \| 2:0 \| Fortaleza \| \| 27 de abril \| Fortaleza \| Fortaleza \| 2:1 \| Alianza Lima \| \| 27 de abril \| Santiago \| Colo-Colo \| 1:2 \| River Plate \| \| 5 de mayo \| Fortaleza \| Fortaleza \| 1:1 \| River Plate \| \| 5 de mayo \| Lima \| Alianza Lima \| 1:1 \| Colo-Colo \| \| 18 de mayo \| Lima \| Alianza Lima \| 0:2 \| Fortaleza \| \| 19 de mayo \| Buenos Aires \| River Plate \| 4:0 \| Colo-Colo \| \| 25 de mayo \| Buenos Aires \| River Plate \| 8:1 \| Alianza Lima \| \| 25 de mayo \| Santiago \| Colo-Colo \| 3:4 \| Fortaleza \| |              |              |           |              |
| Fecha | Lugar        | Local        | Resultado | Visitante    |
| 6 de abril | Lima         | Alianza Lima | 0:1       | River Plate  |
| 7 de abril | Fortaleza    | Fortaleza    | 1:2       | Colo-Colo    |
| 13 de abril | Santiago     | Colo-Colo    | 2:1       | Alianza Lima |
| 13 de abril | Buenos Aires | River Plate  | 2:0       | Fortaleza    |
| 27 de abril | Fortaleza    | Fortaleza    | 2:1       | Alianza Lima |
| 27 de abril | Santiago     | Colo-Colo    | 1:2       | River Plate  |
| 5 de mayo | Fortaleza    | Fortaleza    | 1:1       | River Plate  |
| 5 de mayo | Lima         | Alianza Lima | 1:1       | Colo-Colo    |
| 18 de mayo | Lima         | Alianza Lima | 0:2       | Fortaleza    |
| 19 de mayo | Buenos Aires | River Plate  | 4:0       | Colo-Colo    |
| 25 de mayo | Buenos Aires | River Plate  | 8:1       | Alianza Lima |
| 25 de mayo | Santiago     | Colo-Colo    | 3:4       | Fortaleza    |

### Grupo G
| Equipo        | Pts. | PJ | PG | PE | PP | GF | GC | DG |
| ------------- | ---- | -- | -- | -- | -- | -- | -- | -- |
| Colón         | 10   | 6  | 3  | 1  | 2  | 8  | 8  | 0  |
| Cerro Porteño | 8    | 6  | 2  | 2  | 2  | 5  | 4  | 1  |
| Olimpia       | 8    | 6  | 2  | 2  | 2  | 4  | 4  | 0  |
| Peñarol       | 7    | 6  | 2  | 1  | 3  | 5  | 6  | –1 |

| \| Fecha \| Lugar \| Local \| Resultado \| Visitante \| \| ----------- \| ---------- \| ------------- \| --------- \| ------------- \| \| 5 de abril \| Asunción \| Olimpia \| 0:0 \| Cerro Porteño \| \| 5 de abril \| Santa Fe \| Colón \| 2:1 \| Peñarol \| \| 12 de abril \| Asunción \| Cerro Porteño \| 3:1 \| Colón \| \| 12 de abril \| Montevideo \| Peñarol \| 2:1 \| Olimpia \| \| 27 de abril \| Asunción \| Cerro Porteño \| 1:0 \| Peñarol \| \| 28 de abril \| Asunción \| Olimpia \| 0:0 \| Colón \| \| 4 de mayo \| Santa Fe \| Colón \| 2:1 \| Cerro Porteño \| \| 4 de mayo \| Asunción \| Olimpia \| 1:0 \| Peñarol \| \| 17 de mayo \| Montevideo \| Peñarol \| 0:0 \| Cerro Porteño \| \| 18 de mayo \| Santa Fe \| Colón \| 2:1 \| Olimpia \| \| 25 de mayo \| Montevideo \| Peñarol \| 2:1 \| Colón \| \| 25 de mayo \| Asunción \| Cerro Porteño \| 0:1 \| Olimpia \| |            |               |           |               |
| Fecha | Lugar      | Local         | Resultado | Visitante     |
| 5 de abril | Asunción   | Olimpia       | 0:0       | Cerro Porteño |
| 5 de abril | Santa Fe   | Colón         | 2:1       | Peñarol       |
| 12 de abril | Asunción   | Cerro Porteño | 3:1       | Colón         |
| 12 de abril | Montevideo | Peñarol       | 2:1       | Olimpia       |
| 27 de abril | Asunción   | Cerro Porteño | 1:0       | Peñarol       |
| 28 de abril | Asunción   | Olimpia       | 0:0       | Colón         |
| 4 de mayo | Santa Fe   | Colón         | 2:1       | Cerro Porteño |
| 4 de mayo | Asunción   | Olimpia       | 1:0       | Peñarol       |
| 17 de mayo | Montevideo | Peñarol       | 0:0       | Cerro Porteño |
| 18 de mayo | Santa Fe   | Colón         | 2:1       | Olimpia       |
| 25 de mayo | Montevideo | Peñarol       | 2:1       | Colón         |
| 25 de mayo | Asunción   | Cerro Porteño | 0:1       | Olimpia       |

### Grupo H
| Equipo               | Pts. | PJ | PG | PE | PP | GF | GC | DG |
| -------------------- | ---- | -- | -- | -- | -- | -- | -- | -- |
| Flamengo             | 16   | 6  | 5  | 1  | 0  | 15 | 6  | 9  |
| Talleres (C)         | 11   | 6  | 3  | 2  | 1  | 6  | 5  | 1  |
| Universidad Católica | 4    | 6  | 1  | 1  | 4  | 5  | 10 | –5 |
| Sporting Cristal     | 2    | 6  | 0  | 2  | 4  | 3  | 8  | –5 |

| \| Fecha \| Lugar \| Local \| Resultado \| Visitante \| \| ----------- \| -------------- \| -------------------- \| --------- \| -------------------- \| \| 5 de abril \| Lima \| Sporting Cristal \| 0:2 \| Flamengo \| \| 6 de abril \| Córdoba \| Talleres (C) \| 1:0 \| Universidad Católica \| \| 12 de abril \| Santiago \| Universidad Católica \| 2:1 \| Sporting Cristal \| \| 12 de abril \| Río de Janeiro \| Flamengo \| 3:1 \| Talleres (C) \| \| 26 de abril \| Córdoba \| Talleres (C) \| 1:0 \| Sporting Cristal \| \| 28 de abril \| Santiago \| Universidad Católica \| 2:3 \| Flamengo \| \| 4 de mayo \| Córdoba \| Talleres (C) \| 2:2 \| Flamengo \| \| 4 de mayo \| Lima \| Sporting Cristal \| 1:1 \| Universidad Católica \| \| 17 de mayo \| Río de Janeiro \| Flamengo \| 3:0 \| Universidad Católica \| \| 17 de mayo \| Lima \| Sporting Cristal \| 0:0 \| Talleres (C) \| \| 24 de mayo \| Río de Janeiro \| Flamengo \| 2:1 \| Sporting Cristal \| \| 24 de mayo \| Santiago \| Universidad Católica \| 0:1 \| Talleres (C) \| |                |                      |           |                      |
| Fecha | Lugar          | Local                | Resultado | Visitante            |
| 5 de abril | Lima           | Sporting Cristal     | 0:2       | Flamengo             |
| 6 de abril | Córdoba        | Talleres (C)         | 1:0       | Universidad Católica |
| 12 de abril | Santiago       | Universidad Católica | 2:1       | Sporting Cristal     |
| 12 de abril | Río de Janeiro | Flamengo             | 3:1       | Talleres (C)         |
| 26 de abril | Córdoba        | Talleres (C)         | 1:0       | Sporting Cristal     |
| 28 de abril | Santiago       | Universidad Católica | 2:3       | Flamengo             |
| 4 de mayo | Córdoba        | Talleres (C)         | 2:2       | Flamengo             |
| 4 de mayo | Lima           | Sporting Cristal     | 1:1       | Universidad Católica |
| 17 de mayo | Río de Janeiro | Flamengo             | 3:0       | Universidad Católica |
| 17 de mayo | Lima           | Sporting Cristal     | 0:0       | Talleres (C)         |
| 24 de mayo | Río de Janeiro | Flamengo             | 2:1       | Sporting Cristal     |
| 24 de mayo | Santiago       | Universidad Católica | 0:1       | Talleres (C)         |

## Equipos transferidos a la Copa Sudamericana 2022
Los cuatro perdedores de la fase 3 fueron transferidos a la fase de grupos de la Copa Sudamericana 2022 y los ocho terceros de la fase de grupos a los octavos de final de la Copa Sudamericana 2022.
| Equipo                  | Procedencia |
| ----------------------- | ----------- |
| Fluminense              | Fase 3      |
| Everton                 | Fase 3      |
| Universidad Católica    | Fase 3      |
| Barcelona               | Fase 3      |
| Deportivo Táchira       | Grupo A     |
| The Strongest           | Grupo B     |
| Nacional                | Grupo C     |
| Independiente del Valle | Grupo D     |
| Deportivo Cali          | Grupo E     |
| Colo-Colo               | Grupo F     |
| Olimpia                 | Grupo G     |
| Universidad Católica    | Grupo H     |

## Fases finales
Las fases finales estarán compuestas por cuatro etapas: octavos, cuartos, semifinales y final. Se disputarán por eliminación directa, en partidos de ida y vuelta con excepción de la final que se jugará a partido único. A partir de esta edición no se tendrá en cuenta el gol de visitante como método de desempate.
A los fines de establecer las llaves de la primera etapa, los dieciséis equipos fueron ordenados en dos tablas, una con los clasificados como primeros (numerados del 1 al 8 de acuerdo con su desempeño en la fase de grupos, determinada según los criterios de clasificación), y otra con aquellos clasificados como segundos (numerados del 9 al 16, con el mismo criterio), enfrentándose en octavos de final un equipo de los que terminó en la primera posición contra uno de los que ocupó la segunda posición.
Durante todo el desarrollo de las fases finales, el equipo que ostente menor número de orden que su rival de turno, ejercerá la localía en el partido de vuelta. Los equipos que compartan grupo y los que provengan del mismo país pueden enfrentarse entre sí, en caso de coincidir en el sorteo. A partir de aquí, se utilizará el árbitro asistente de video (VAR).
El sorteo de las llaves de octavos se realizó el 27 de mayo.

### Tabla de primeros
| N.º | Equipo           | Pts. | PJ | PG | PE | PP | GF | GC | DG |
| --- | ---------------- | ---- | -- | -- | -- | -- | -- | -- | -- |
| 1   | Palmeiras        | 18   | 6  | 6  | 0  | 0  | 25 | 3  | 22 |
| 2   | River Plate      | 16   | 6  | 5  | 1  | 0  | 18 | 3  | 15 |
| 3   | Flamengo         | 16   | 6  | 5  | 1  | 0  | 15 | 6  | 9  |
| 4   | Estudiantes (LP) | 13   | 6  | 4  | 1  | 1  | 8  | 5  | 3  |
| 5   | Atlético Mineiro | 11   | 6  | 3  | 2  | 1  | 10 | 6  | 4  |
| 6   | Libertad         | 10   | 6  | 3  | 1  | 2  | 8  | 6  | 2  |
| 7   | Colón            | 10   | 6  | 3  | 1  | 2  | 8  | 8  | 0  |
| 8   | Boca Juniors     | 10   | 6  | 3  | 1  | 2  | 5  | 5  | 0  |

### Tabla de segundos
| N.º | Equipo               | Pts. | PJ | PG | PE | PP | GF | GC | DG |
| --- | -------------------- | ---- | -- | -- | -- | -- | -- | -- | -- |
| 9   | Deportes Tolima      | 11   | 6  | 3  | 2  | 1  | 10 | 9  | 1  |
| 10  | Talleres (C)         | 11   | 6  | 3  | 2  | 1  | 6  | 5  | 1  |
| 11  | Fortaleza            | 10   | 6  | 3  | 1  | 2  | 10 | 9  | 1  |
| 12  | Athletico Paranaense | 10   | 6  | 3  | 1  | 2  | 8  | 7  | 1  |
| 13  | Corinthians          | 9    | 6  | 2  | 3  | 1  | 5  | 4  | 1  |
| 14  | Emelec               | 8    | 6  | 2  | 2  | 2  | 14 | 7  | 7  |
| 15  | Vélez Sarsfield      | 8    | 6  | 2  | 2  | 2  | 12 | 11 | 1  |
| 16  | Cerro Porteño        | 8    | 6  | 2  | 2  | 2  | 5  | 4  | 1  |

### Cuadro de desarrollo
|  | Octavos de final          | Octavos de final          | Octavos de final          | Octavos de final          | Octavos de final          |   |       | Cuartos de final  | Cuartos de final  | Cuartos de final  | Cuartos de final  | Cuartos de final  |  |   | Semifinales                     | Semifinales                     | Semifinales                     | Semifinales                     | Semifinales                     |  |                      | Final                | Final         | Final         |  |
|  | 28 de junio al 7 de julio | 28 de junio al 7 de julio | 28 de junio al 7 de julio | 28 de junio al 7 de julio | 28 de junio al 7 de julio |   |       | 2 al 11 de agosto | 2 al 11 de agosto | 2 al 11 de agosto | 2 al 11 de agosto | 2 al 11 de agosto |  |   | 30 de agosto al 8 de septiembre | 30 de agosto al 8 de septiembre | 30 de agosto al 8 de septiembre | 30 de agosto al 8 de septiembre | 30 de agosto al 8 de septiembre |  |                      | 29 de octubre        | 29 de octubre | 29 de octubre |  |
|  |                           |                           |                           |                           |                           |   |       |                   |                   |                   |                   |                   |  |   |                                 |                                 |                                 |                                 |                                 |  |                      |                      |               |               |  |
|  |                           |                           |                           |                           |                           |   |       |                   |                   |                   |                   |                   |  |   |                                 |                                 |                                 |                                 |                                 |  |                      |                      |               |               |  |
|  | 1                         | Palmeiras                 | 3                         | 5                         | 8                         |   |       |                   |                   |                   |                   |                   |  |   |                                 |                                 |                                 |                                 |                                 |  |                      |                      |               |               |  |
|  | 1                         | Palmeiras                 | 3                         | 5                         | 8                         |   |       |                   |                   |                   |                   |                   |  |   |                                 |                                 |                                 |                                 |                                 |  |                      |                      |               |               |  |
|  | 16                        | Cerro Porteño             | 0                         | 0                         | 0                         |   |       |                   |                   |                   |                   |                   |  |   |                                 |                                 |                                 |                                 |                                 |  |                      |                      |               |               |  |
|  | 16                        | Cerro Porteño             | 0                         | 0                         | 0                         |   | 1     | Palmeiras         | 2                 | 0                 | 2 (6)             |                   |  |   |                                 |                                 |                                 |                                 |                                 |  |                      |                      |               |               |  |
|  |                           |                           |                           |                           |                           |   | 1     | Palmeiras         | 2                 | 0                 | 2 (6)             |                   |  |   |                                 |                                 |                                 |                                 |                                 |  |                      |                      |               |               |  |
|  |                           |                           | 5                         | Atlético Mineiro          | 2                         | 0 | 2 (5) |                   |                   |                   |                   |                   |  |   |                                 |                                 |                                 |                                 |                                 |  |                      |                      |               |               |  |
|  | 5                         | Atlético Mineiro          | 5                         | Atlético Mineiro          | 2                         | 0 | 2 (5) | 1                 | 1                 | 2                 |                   |                   |  |   |                                 |                                 |                                 |                                 |                                 |  |                      |                      |               |               |  |
|  | 5                         | Atlético Mineiro          |                           |                           |                           |   |       |                   |                   | 2                 |                   |                   |  |   |                                 |                                 |                                 |                                 |                                 |  |                      |                      |               |               |  |
|  | 14                        | Emelec                    | 1                         | 0                         | 1                         |   |       |                   |                   |                   |                   |                   |  |   |                                 |                                 |                                 |                                 |                                 |  |                      |                      |               |               |  |
|  | 14                        | Emelec                    | 1                         | 0                         | 1                         |   |       |                   |                   |                   |                   |                   |  | 1 | Palmeiras                       | 0                               | 2                               | 2                               |                                 |  |                      |                      |               |               |  |
|  |                           |                           |                           |                           |                           |   |       |                   |                   |                   |                   |                   |  | 1 | Palmeiras                       | 0                               | 2                               | 2                               |                                 |  |                      |                      |               |               |  |
|  |                           |                           | 12                        | Athletico Paranaense      | 1                         | 2 | 3     |                   |                   |                   |                   |                   |  |   |                                 |                                 |                                 |                                 |                                 |  |                      |                      |               |               |  |
|  | 4                         | Estudiantes (LP)          | 12                        | Athletico Paranaense      | 1                         | 2 | 3     | 1                 | 3                 | 4                 |                   |                   |  |   |                                 |                                 |                                 |                                 |                                 |  |                      |                      |               |               |  |
|  | 4                         | Estudiantes (LP)          |                           |                           |                           |   |       |                   |                   | 4                 |                   |                   |  |   |                                 |                                 |                                 |                                 |                                 |  |                      |                      |               |               |  |
|  | 11                        | Fortaleza                 | 1                         | 0                         | 1                         |   |       |                   |                   |                   |                   |                   |  |   |                                 |                                 |                                 |                                 |                                 |  |                      |                      |               |               |  |
|  | 11                        | Fortaleza                 | 1                         | 0                         | 1                         |   | 4     | Estudiantes (LP)  | 0                 | 0                 | 0                 |                   |  |   |                                 |                                 |                                 |                                 |                                 |  |                      |                      |               |               |  |
|  |                           |                           |                           |                           |                           |   | 4     | Estudiantes (LP)  | 0                 | 0                 | 0                 |                   |  |   |                                 |                                 |                                 |                                 |                                 |  |                      |                      |               |               |  |
|  |                           |                           | 12                        | Athletico Paranaense      | 0                         | 1 | 1     |                   |                   |                   |                   |                   |  |   |                                 |                                 |                                 |                                 |                                 |  |                      |                      |               |               |  |
|  | 6                         | Libertad                  | 12                        | Athletico Paranaense      | 0                         | 1 | 1     | 1                 | 1                 | 2                 |                   |                   |  |   |                                 |                                 |                                 |                                 |                                 |  |                      |                      |               |               |  |
|  | 6                         | Libertad                  |                           |                           |                           |   |       |                   |                   | 2                 |                   |                   |  |   |                                 |                                 |                                 |                                 |                                 |  |                      |                      |               |               |  |
|  | 12                        | Athletico Paranaense      | 2                         | 1                         | 3                         |   |       |                   |                   |                   |                   |                   |  |   |                                 |                                 |                                 |                                 |                                 |  |                      |                      |               |               |  |
|  | 12                        | Athletico Paranaense      | 2                         | 1                         | 3                         |   |       |                   |                   |                   |                   |                   |  |   |                                 |                                 |                                 |                                 |                                 |  | Athletico Paranaense | Athletico Paranaense | 0             |               |  |
|  |                           |                           |                           |                           |                           |   |       |                   |                   |                   |                   |                   |  |   |                                 |                                 |                                 |                                 |                                 |  | Athletico Paranaense | Athletico Paranaense | 0             |               |  |
|  |                           |                           | Flamengo                  | Flamengo                  | 1                         |   |       |                   |                   |                   |                   |                   |  |   |                                 |                                 |                                 |                                 |                                 |  |                      |                      |               |               |  |
|  | 3                         | Flamengo                  | Flamengo                  | Flamengo                  | 1                         | 1 | 7     | 8                 |                   |                   |                   |                   |  |   |                                 |                                 |                                 |                                 |                                 |  |                      |                      |               |               |  |
|  | 3                         | Flamengo                  |                           |                           |                           |   |       |                   |                   |                   |                   |                   |  |   |                                 |                                 |                                 |                                 |                                 |  |                      |                      |               |               |  |
|  | 9                         | Deportes Tolima           | 0                         | 1                         | 1                         |   |       |                   |                   |                   |                   |                   |  |   |                                 |                                 |                                 |                                 |                                 |  |                      |                      |               |               |  |
|  | 9                         | Deportes Tolima           | 0                         | 1                         | 1                         |   | 3     | Flamengo          | 2                 | 1                 | 3                 |                   |  |   |                                 |                                 |                                 |                                 |                                 |  |                      |                      |               |               |  |
|  |                           |                           |                           |                           |                           |   | 3     | Flamengo          | 2                 | 1                 | 3                 |                   |  |   |                                 |                                 |                                 |                                 |                                 |  |                      |                      |               |               |  |
|  |                           |                           | 13                        | Corinthians               | 0                         | 0 | 0     |                   |                   |                   |                   |                   |  |   |                                 |                                 |                                 |                                 |                                 |  |                      |                      |               |               |  |
|  | 8                         | Boca Juniors              | 13                        | Corinthians               | 0                         | 0 | 0     | 0                 | 0                 | 0 (5)             |                   |                   |  |   |                                 |                                 |                                 |                                 |                                 |  |                      |                      |               |               |  |
|  | 8                         | Boca Juniors              |                           |                           |                           |   |       |                   |                   | 0 (5)             |                   |                   |  |   |                                 |                                 |                                 |                                 |                                 |  |                      |                      |               |               |  |
|  | 13                        | Corinthians               | 0                         | 0                         | 0 (6)                     |   |       |                   |                   |                   |                   |                   |  |   |                                 |                                 |                                 |                                 |                                 |  |                      |                      |               |               |  |
|  | 13                        | Corinthians               | 0                         | 0                         | 0 (6)                     |   |       |                   |                   |                   |                   |                   |  | 3 | Flamengo                        | 4                               | 2                               | 6                               |                                 |  |                      |                      |               |               |  |
|  |                           |                           |                           |                           |                           |   |       |                   |                   |                   |                   |                   |  | 3 | Flamengo                        | 4                               | 2                               | 6                               |                                 |  |                      |                      |               |               |  |
|  |                           |                           | 15                        | Vélez Sarsfield           | 0                         | 1 | 1     |                   |                   |                   |                   |                   |  |   |                                 |                                 |                                 |                                 |                                 |  |                      |                      |               |               |  |
|  | 7                         | Colón                     | 15                        | Vélez Sarsfield           | 0                         | 1 | 1     | 1                 | 0                 | 1                 |                   |                   |  |   |                                 |                                 |                                 |                                 |                                 |  |                      |                      |               |               |  |
|  | 7                         | Colón                     |                           |                           |                           |   |       |                   |                   | 1                 |                   |                   |  |   |                                 |                                 |                                 |                                 |                                 |  |                      |                      |               |               |  |
|  | 10                        | Talleres (C)              | 1                         | 2                         | 3                         |   |       |                   |                   |                   |                   |                   |  |   |                                 |                                 |                                 |                                 |                                 |  |                      |                      |               |               |  |
|  | 10                        | Talleres (C)              | 1                         | 2                         | 3                         |   | 10    | Talleres (C)      | 2                 | 0                 | 2                 |                   |  |   |                                 |                                 |                                 |                                 |                                 |  |                      |                      |               |               |  |
|  |                           |                           |                           |                           |                           |   | 10    | Talleres (C)      | 2                 | 0                 | 2                 |                   |  |   |                                 |                                 |                                 |                                 |                                 |  |                      |                      |               |               |  |
|  |                           |                           | 15                        | Vélez Sarsfield           | 3                         | 1 | 4     |                   |                   |                   |                   |                   |  |   |                                 |                                 |                                 |                                 |                                 |  |                      |                      |               |               |  |
|  | 2                         | River Plate               | 15                        | Vélez Sarsfield           | 3                         | 1 | 4     | 0                 | 0                 | 0                 |                   |                   |  |   |                                 |                                 |                                 |                                 |                                 |  |                      |                      |               |               |  |
|  | 2                         | River Plate               |                           |                           |                           |   |       |                   |                   | 0                 |                   |                   |  |   |                                 |                                 |                                 |                                 |                                 |  |                      |                      |               |               |  |
|  | 15                        | Vélez Sarsfield           | 1                         | 0                         | 1                         |   |       |                   |                   |                   |                   |                   |  |   |                                 |                                 |                                 |                                 |                                 |  |                      |                      |               |               |  |
|  | 15                        | Vélez Sarsfield           | 1                         | 0                         | 1                         |   |       |                   |                   |                   |                   |                   |  |   |                                 |                                 |                                 |                                 |                                 |  |                      |                      |               |               |  |
|  |                           |                           |                           |                           |                           |   |       |                   |                   |                   |                   |                   |  |   |                                 |                                 |                                 |                                 |                                 |  |                      |                      |               |               |  |

Nota: En las series a dos partidos, el equipo con el menor número de orden y ocupa la primera línea es el que definió como local.

### Octavos de final
| 28 de junio, 21:30 (UTC-3) | Athletico Paranaense           | 2:1 (2:1) | Libertad     | Arena da Baixada, Curitiba                   |                                              |
|                            | Vítor Roque 6' · Hernández 32' | Reporte   | Villalba 20' | Árbitro(s): Alexis Herrera VAR: Jhon Perdomo | Árbitro(s): Alexis Herrera VAR: Jhon Perdomo |

| 5 de julio, 20:30 (UTC-4) | Libertad         | 1:1 (1:0) | Athletico Paranaense | Estadio Defensores del Chaco, Asunción    |                                           |
|                           | Santa Cruz 45+4' | Reporte   | Rômulo 90'           | Árbitro(s): Andrés Cunha VAR: Carlos Orbe | Árbitro(s): Andrés Cunha VAR: Carlos Orbe |

| 30 de junio, 21:30 (UTC-3) | Fortaleza     | 1:1 (0:0) | Estudiantes (LP) | Arena Castelão, Fortaleza                     |                                               |
|                            | S. Romero 55' | Reporte   | Díaz 63'         | Árbitro(s): Andrés Matonte VAR: Nicolás Gallo | Árbitro(s): Andrés Matonte VAR: Nicolás Gallo |

| 7 de julio, 21:30 (UTC-3) | Estudiantes (LP)             | 3:0 (1:0) | Fortaleza | Estadio Jorge Luis Hirschi, La Plata        |                                             |
|                           | Castro 9', 47' · Zapiola 57' | Reporte   |           | Árbitro(s): Esteban Ostojich VAR: Juan Lara | Árbitro(s): Esteban Ostojich VAR: Juan Lara |

| 28 de junio, 17:15 (UTC-5) | Emelec                  | 1:1 (0:1) | Atlético Mineiro | Estadio George Capwell, Guayaquil                   |                                                     |
|                            | S. Rodríguez 58' (pen.) | Reporte   | Ademir 16'       | Árbitro(s): Fernando Rapallini VAR: Víctor Carrillo | Árbitro(s): Fernando Rapallini VAR: Víctor Carrillo |

| 5 de julio, 19:15 (UTC-3) | Atlético Mineiro | 1:0 (0:0) | Emelec | Estadio Mineirão, Belo Horizonte                 |                                                  |
|                           | Hulk 79' (pen.)  | Reporte   |        | Árbitro(s): Jesús Valenzuela VAR: Julio Bascuñán | Árbitro(s): Jesús Valenzuela VAR: Julio Bascuñán |

| 29 de junio, 18:15 (UTC-4) | Cerro Porteño | 0:3 (0:0) | Palmeiras                  | Estadio General Pablo Rojas, Asunción         |                                               |
|                            |               | Reporte   | Rony 61', 68' · Murilo 87' | Árbitro(s): Wilmar Roldán VAR: Mauro Vigliano | Árbitro(s): Wilmar Roldán VAR: Mauro Vigliano |

| 6 de julio, 19:15 (UTC-3) | Palmeiras                                                        | 5:0 (1:0) | Cerro Porteño | Allianz Parque, São Paulo                        |                                                  |
|                           | Samudio 37' (a.g.) · Rony 73', 83' · Breno Lopes 75' · Gómez 78' | Reporte   |               | Árbitro(s): Patricio Loustau VAR: Germán Delfino | Árbitro(s): Patricio Loustau VAR: Germán Delfino |

| 29 de junio, 19:30 (UTC-5) | Deportes Tolima | 0:1 (0:1) | Flamengo            | Estadio Manuel Murillo Toro, Ibagué            |                                                |
|                            |                 | Reporte   | Andreas Pereira 17' | Árbitro(s): Jesús Valenzuela VAR: Andrés Cunha | Árbitro(s): Jesús Valenzuela VAR: Andrés Cunha |

| 6 de julio, 21:30 (UTC-3) | Flamengo                                                                                 | 7:1 (2:0) | Deportes Tolima | Estadio Maracaná, Río de Janeiro                 |                                                  |
|                           | Pedro 5', 47', 67', 79' · Quiñones 20' (a.g.) · Gabriel Barbosa 56' · Matheus França 73' | Reporte   | Quiñones 63'    | Árbitro(s): Mario Díaz de Vivar VAR: Eber Aquino | Árbitro(s): Mario Díaz de Vivar VAR: Eber Aquino |

| 28 de junio, 21:30 (UTC-3) | Corinthians | 0:0     | Boca Juniors | Neo Química Arena, São Paulo             |                                          |
|                            |             | Reporte |              | Árbitro(s): Roberto Tobar VAR: Juan Soto | Árbitro(s): Roberto Tobar VAR: Juan Soto |

| 5 de julio, 21:30 (UTC-3) | Boca Juniors                                                                     | 0:0 (5:6 p.)               | Corinthians                                                                                   | Estadio La Bombonera, Buenos Aires              |                                                 |
|                           |                                                                                  | Reporte                    |                                                                                               | Árbitro(s): Andrés Matonte VAR: Leodán González | Árbitro(s): Andrés Matonte VAR: Leodán González |
|                           |                                                                                  | Tiros desde el punto penal |                                                                                               |                                                 |                                                 |
|                           | Rojo · Izquierdoz · Villa · Fernández · Benedetto · Ó. Romero · Varela · Ramírez |                            | Fábio Santos · Cantillo · Raul Gustavo · Bruno Melo · Róger Guedes · Roni · Lucas Piton · Gil |                                                 |                                                 |

| 29 de junio, 21:30 (UTC-3) | Vélez Sarsfield   | 1:0 (1:0) | River Plate | Estadio José Amalfitani, Buenos Aires       |                                             |
|                            | Janson 15' (pen.) | Reporte   |             | Árbitro(s): Raphael Claus VAR: Wagner Reway | Árbitro(s): Raphael Claus VAR: Wagner Reway |

| 6 de julio, 21:30 (UTC-3) | River Plate | 0:0     | Vélez Sarsfield | Estadio Monumental, Buenos Aires            |                                             |
|                           |             | Reporte |                 | Árbitro(s): Roberto Tobar VAR: Rafael Traci | Árbitro(s): Roberto Tobar VAR: Rafael Traci |

| 29 de junio, 19:15 (UTC-3) | Talleres (C) | 1:1 (0:0) | Colón     | Estadio Mario Alberto Kempes, Córdoba          |                                                |
|                            | Franco 87'   | Reporte   | Ábila 61' | Árbitro(s): Wilton Sampaio VAR: Rodolpho Toski | Árbitro(s): Wilton Sampaio VAR: Rodolpho Toski |

| 6 de julio, 19:15 (UTC-3) | Colón | 0:2 (0:0) | Talleres (C)                | Estadio Brigadier General Estanislao López, Santa Fe |                                                |
|                           |       | Reporte   | Girotti 47' · Martino 90+7' | Árbitro(s): Anderson Daronco VAR: Wagner Reway       | Árbitro(s): Anderson Daronco VAR: Wagner Reway |

### Cuartos de final
| 2 de agosto, 21:30 (UTC-3) | Corinthians | 0:2 (0:1) | Flamengo                                | Neo Química Arena, São Paulo                     |                                                  |
|                            |             | Reporte   | De Arrascaeta 37' · Gabriel Barbosa 51' | Árbitro(s): Patricio Loustau VAR: Germán Delfino | Árbitro(s): Patricio Loustau VAR: Germán Delfino |

| 9 de agosto, 21:30 (UTC-3) | Flamengo  | 1:0 (0:0) | Corinthians | Estadio Maracaná, Río de Janeiro                  |                                                   |
|                            | Pedro 52' | Reporte   |             | Árbitro(s): Esteban Ostojich VAR: Leodán González | Árbitro(s): Esteban Ostojich VAR: Leodán González |

| 3 de agosto, 21:30 (UTC-3) | Atlético Mineiro                      | 2:2 (1:0) | Palmeiras                 | Estadio Mineirão, Belo Horizonte         |                                          |
|                            | Hulk 45+1' (pen.) · Murilo 47' (a.g.) | Reporte   | Murilo 59' · Danilo 90+2' | Árbitro(s): Facundo Tello VAR: Juan Lara | Árbitro(s): Facundo Tello VAR: Juan Lara |

| 10 de agosto, 21:30 (UTC-3) | Palmeiras                                                    | 0:0 (6:5 p.)               | Atlético Mineiro                                     | Allianz Parque, São Paulo                     |                                               |
|                             |                                                              | Reporte                    |                                                      | Árbitro(s): Wilmar Roldán VAR: Julio Bascuñán | Árbitro(s): Wilmar Roldán VAR: Julio Bascuñán |
|                             |                                                              | Tiros desde el punto penal |                                                      |                                               |                                               |
|                             | Raphael Veiga · Gómez · Zé Rafael · Piquerez · Rony · Murilo |                            | Hulk · I. Fernández · Jair · Sasha · Alonso · Rubens |                                               |                                               |

| 3 de agosto, 21:30 (UTC-3) | Vélez Sarsfield                   | 3:2 (1:0) | Talleres (C)           | Estadio José Amalfitani, Buenos Aires    |                                          |
|                            | Janson 5', 73' · J. Fernández 90' | Reporte   | Santos 81' · Garro 87' | Árbitro(s): Wilmar Roldán VAR: Juan Soto | Árbitro(s): Wilmar Roldán VAR: Juan Soto |

| 10 de agosto, 21:30 (UTC-3) | Talleres (C) | 0:1 (0:0) | Vélez Sarsfield  | Estadio Mario Alberto Kempes, Córdoba       |                                             |
|                             |              | Reporte   | J. Fernández 79' | Árbitro(s): Eber Aquino VAR: Carlos Benítez | Árbitro(s): Eber Aquino VAR: Carlos Benítez |

| 4 de agosto, 21:30 (UTC-3) | Athletico Paranaense | 0:0     | Estudiantes (LP) | Arena da Baixada, Curitiba                       |                                                  |
|                            |                      | Reporte |                  | Árbitro(s): Jesús Valenzuela VAR: Julio Bascuñán | Árbitro(s): Jesús Valenzuela VAR: Julio Bascuñán |

| 11 de agosto, 21:30 (UTC-3) | Estudiantes (LP) | 0:1 (0:0) | Athletico Paranaense | Estadio Jorge Luis Hirschi, La Plata         |                                              |
|                             |                  | Reporte   | Vitor Roque 90+6'    | Árbitro(s): Andrés Matonte VAR: Andrés Cunha | Árbitro(s): Andrés Matonte VAR: Andrés Cunha |

### Semifinales
| 30 de agosto, 21:30 (UTC-3) | Athletico Paranaense | 1:0 (1:0) | Palmeiras | Arena da Baixada, Curitiba                                               |                                                                          |
|                             | Alex Santana 23'     | Reporte   |           | Asistencia: 37 932 espectadores Árbitro(s): Roberto Tobar VAR: Juan Lara | Asistencia: 37 932 espectadores Árbitro(s): Roberto Tobar VAR: Juan Lara |

| 6 de septiembre, 21:30 (UTC-3) | Palmeiras                     | 2:2 (1:0) | Athletico Paranaense   | Allianz Parque, São Paulo                                                       |                                                                                 |
|                                | Gustavo Scarpa 3' · Gómez 55' | Reporte   | Pablo 65' · Terans 86' | Asistencia: 40 590 espectadores Árbitro(s): Esteban Ostojich VAR: Nicolás Gallo | Asistencia: 40 590 espectadores Árbitro(s): Esteban Ostojich VAR: Nicolás Gallo |

| 31 de agosto, 21:30 (UTC-3) | Vélez Sarsfield | 0:4 (0:2) | Flamengo                                    | Estadio José Amalfitani, Buenos Aires                                         |                                                                               |
|                             |                 | Reporte   | Pedro 32', 61', 83' · Éverton Ribeiro 45+1' | Asistencia: 42 000 espectadores Árbitro(s): Wilmar Roldán VAR: Julio Bascuñán | Asistencia: 42 000 espectadores Árbitro(s): Wilmar Roldán VAR: Julio Bascuñán |

| 7 de septiembre, 21:30 (UTC-3) | Flamengo                | 2:1 (1:1) | Vélez Sarsfield | Estadio Maracaná, Río de Janeiro                                      |                                                                       |
|                                | Pedro 42' · Marinho 68' | Reporte   | Pratto 21'      | Asistencia: 61 519 espectadores Árbitro(s): Piero Maza VAR: Juan Lara | Asistencia: 61 519 espectadores Árbitro(s): Piero Maza VAR: Juan Lara |

### Final
| 29 de octubre, 15:00 (UTC-5) | Flamengo              | 1:0 (1:0) | Athletico Paranaense | Estadio Monumental, Guayaquil                                                    |                                                                                  |
|                              | Gabriel Barbosa 45+4' | Reporte   |                      | Asistencia: 38 517 espectadores Árbitro(s): Patricio Loustau VAR: Mauro Vigliano | Asistencia: 38 517 espectadores Árbitro(s): Patricio Loustau VAR: Mauro Vigliano |

|                              |
| Bandera de Brasil            |
| Campeón Flamengo 3.er título |

## Estadísticas y premios

### Mejor jugador
| Jugador | Club     |
| ------- | -------- |
| Pedro   | Flamengo |

### Goleadores
| Jugador             | Club            | Goles | PJ |
| ------------------- | --------------- | ----- | -- |
| Pedro               | Flamengo        | 12    | 13 |
| Rony                | Palmeiras       | 7     | 10 |
| Rafael Navarro      | Palmeiras       | 7     | 10 |
| Lucas Janson        | Vélez Sarsfield | 7     | 12 |
| Julián Álvarez      | River Plate     | 6     | 8  |
| Sebastián Rodríguez | Emelec          | 6     | 8  |
| Raphael Veiga       | Palmeiras       | 6     | 9  |
| Gabriel Barbosa     | Flamengo        | 6     | 12 |

### Asistentes
| Jugador        | Club      | Asistencias |
| -------------- | --------- | ----------- |
| Bruno Henrique | Flamengo  | 5           |
| Wesley         | Palmeiras | 4           |

### Equipo Ideal
| Equipo Ideal 2022 | Equipo Ideal 2022      | Equipo Ideal 2022    |
| Pos.              | Futbolista             | Equipo               |
| ----------------- | ---------------------- | -------------------- |
| Guardameta        | Santos                 | Flamengo             |
| Defensa           | David Luiz             | Flamengo             |
| Defensa           | Gustavo Gómez          | Palmeiras            |
| Defensa           | Thiago Heleno          | Athletico Paranaense |
| Centrocampista    | Lucas Janson           | Vélez Sarsfield      |
| Centrocampista    | Giorgian de Arrascaeta | Flamengo             |
| Centrocampista    | Gustavo Scarpa         | Palmeiras            |
| Centrocampista    | Éverton Ribeiro        | Flamengo             |
| Delantero         | Vitor Roque            | Athletico Paranaense |
| Delantero         | Pedro                  | Flamengo             |
| Delantero         | Gabriel Barbosa        | Flamengo             |
| Entrenador        | Dorival Júnior         | Flamengo             |